# فتح تارنوفو
وقع حصار تارنوڤو في ربيع عام 1393م وأسفر عن انتصار حاسم للعثمانيين، وبإتمام فتح عاصمة الإمبراطورية البلغارية الثانية، تقلصت أملاكها لتصبح فقط بضعة حصون على طول نهر الدانوب.

## أسباب الصراع
تجاوزت مدينة تارنوڤو جميع المدن البلغارية من حيث حجمها وغناها وتحصيناتها الطبيعية والصناعية.
ومن أجل أهمية موقعها وتحصيناتها الطبيعية، هاجم العثمانيون هذه المنطقة من الإمبراطورية البلغارية أولاً.

### المعركة
في ربيع عام 1393م، جمع السلطان بايزيد الأول قواته من آسيا الصغرى (الأناضول)، وعبر مضيق الدردنيل، وانضم إلى جيشه في الجزء الغربي من الدولة العثمانية الذي ضمّ على الأرجح بعض الحكام المسيحيين من مقدونيا.
عهد السلطان بالقيادة الرئيسية إلى ابنه سليمان چلبي، وأمره بالمغادرة إلى تارنوڤو، فتفاجأت البلدة وقد حاصرها العثمانيون من جميع الجهات.

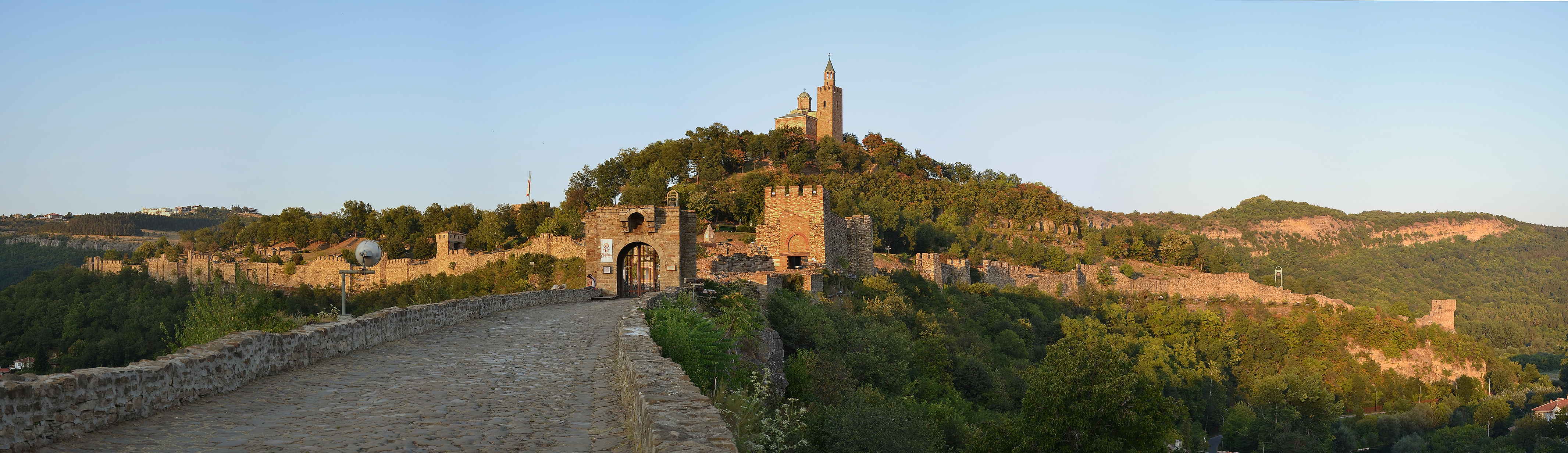
حصن تساريڤيتس (Tsarevets).

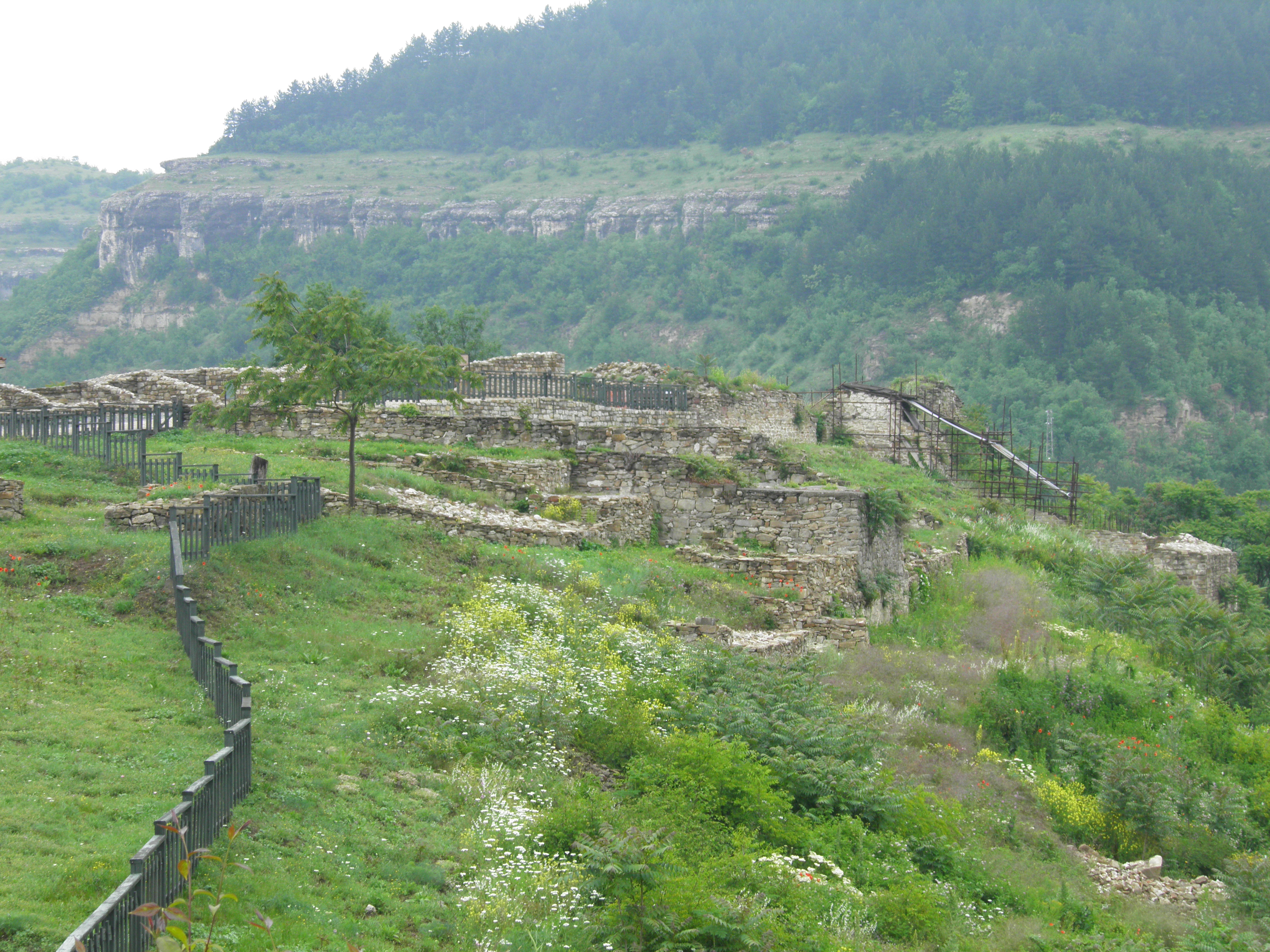
بقايا حصن ترابيزيتسا (Trapezitsa).

قاوم السكان ولكنهم انهزموا في نهاية المطاف بعد حصار استمر ثلاثة أشهر، إثر هجوم عثماني من جهة حصن تساريڤيتس (Tsarevets) في 17 يوليو 1393م.
حوّل العثمانيون كنيسة «صعود المسيح» (بالتركية: Ascension of Christ)‏ إلى مسجد جامع، كما تم تحويل باقي الكنائس إلى حمامات عامة أو اسطبلات أو مساجد، وتم إحراق وتدمير جميع قصور وكنائس حصن ترابيزيتسا (Trapezitsa).
ولاقت قصور القيصر في حصن تساريڤيتس نفس المصير، ولكن تُركت أجزاء من جدرانها وأبراجها قائمة حتى القرن السابع عشر.
في غياب القيصر البلغاري إيڤان شيشمان، الذي كان يحارب العثمانيين في أماكن أخرى، قاد بقايا قواته إلى قلعة نيقوپوليس، حيث كان البطريرك إڤتيمي (Evtimiy) الزعيم البلغاري الرئيسي في المدينة الذي ذهب إلى المعسكر العثماني بقصد طمأنة القائد العثماني، الذي استمع بأدب إلى توسلاته ولكنه لم يجبه إلا بالقليل من طلباته.
غادر سليمان چلبي البلدة بعد تعيين قائد محلي. جمع الحاكم الجديد جميع المواطنين البارزين والبويار بذريعة ما وقتلهم جميعًا. وفقًا للأسطورة، حُكم على البطريرك إڤتيمي بالإعدام لكنه نجا في اللحظة الأخيرة إذ تم إرساله إلى المنفى في تراقيا حتى توفي في المنفى، وتم الترحيب به لاحقًا كقديس وطني لشعبه، كما تم نفي كبار سكان المدينة في الأناضول.
انتشر تلاميذ البطريرك إڤتيمي في روسيا وصربيا، آخذين معهم الكتب البلغارية.
اعتنق العديد من التجار والبويار الإسلام.

## الكنيسة الأرثوذكسية البلغارية
كان فتح تارنوڤو ونفي البطريرك إڤتيمي علامة على انتهاء الكنيسة الأرثوذكسية البلغارية.
في وقت مبكر من أغسطس 1394م، عيّن بطريرك القسطنطينية أسقف مولدوفا لأخذ الرموز الأسقفية في تارنوڤو، فجاء في العام التالي. وفي عام 1402م، أصبح لتارنوڤو مطرانها الخاص، خاضعًا للبطريرك البيزنطي.

وهكذا، أصبحت الإمبراطورية البلغارية الثانية تحت الحكم العثماني، بينما وقعت الكنيسة البلغارية تحت الحكم اليوناني. 